# Walther Preik

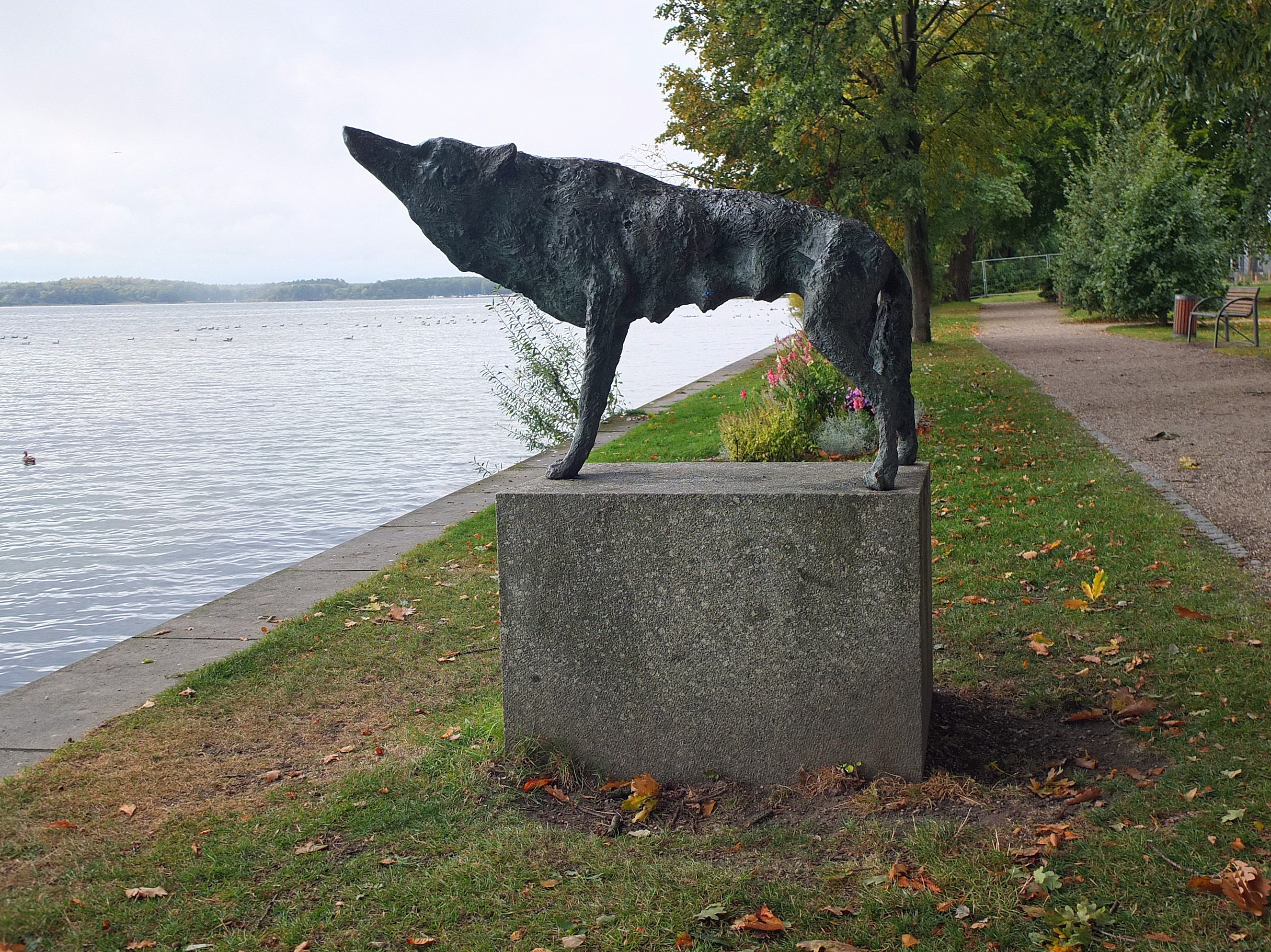
Skulptur Die Wölfin in Preiks Heimatstadt Waren (Müritz), im Oktober 2016

Walther Preik (* 5. März 1932 in Massow; † 11. Mai 2018 in Waren an der Müritz) war ein deutscher Bildhauer.

## Leben
Nach einer von 1947 bis 1950 absolvierten Lehre als Steinmetz besuchte Walther Preik die Fachschule für angewandte Kunst in Wismar und bis 1958 die Hochschule für Bildende Künste in Dresden. Nach dem dortigen Diplomabschluss übersiedelte er nach Waren (Müritz) und war seit dem freischaffend tätig.
Sein umfangreiches Werk umfasst Plaketten, Kleinplastiken, Brunnenplastiken, Gedenk- und Mahnmale. Dabei arbeitete er mit verschiedenen Materialien, darunter Naturstein, Gips, Bronze, aber auch Holz und Kunststoff. Zahlreiche Tierfiguren, Fabelgestalten und Denkmale stehen im öffentlichen Raum nordostdeutscher Städte. Vor allem in seinem Wohnort Waren (Müritz) sind viele seiner Werke im öffentlichen Raum zu sehen. 2012 erhielt er für sein Lebenswerk den Richard-Wossidlo-Kulturpreis der Stadt Waren.
Von 1993 bis zu seinem Tod arbeitete er gemeinsam mit seinen Söhnen Jan und Ole Preik in der Rechtsform Preik GmbH.

## Ehrungen
- 1969: Fritz-Reuter-Preis des Bezirks Neubrandenburg
- 1978 und 2012: Richard-Wossidlo-Kulturpreis der Stadt Waren (erster Preisträger)[3]
- 1981: Johannes-R.-Becher-Medaille in Silber
- 1982: Verdienstmedaille der DDR

## Werke (Auswahl)
- 1960/1961, Ehrenmal Trauernde Mutter, Waren (Müritz)[4]
- 1964, Büste Mecklenburger Landarbeiter, Agroneum (Alt Schwerin)
- 1965, Fuchs (Bronze), Neubrandenburg
- 1965, Haubentaucher (Bronze), Tierpark Berlin
- 1967, Hundekugel (Bronze), Neubrandenburg
- 1968, Kormorane (Bronze), Waren (Müritz)
- 1974, Lütt Matten, de Has (Bronze), Waren (Müritz)
- 1975, Windhunde (Bronze), Schwerin
- 1981, Gänsebrunnen (Bronze), Bützow[5]
- 1981, Oskar Picht (Bronze), Waren (Müritz)
- 1982, Büste Johann Heinrich Voß (Bronze), Penzlin
- 1982, Lilienthal-Denkmal (Polyester-Kunstharz), Anklam
- 1984, Mahnmal auf dem Jüdischen Friedhof Waren (Müritz) (Stele aus Travertin)
- 1985, Die Wölfin (Bronze), Waren (Müritz)
- 1988, Greifenbrunnen (Bronze), Anklam
- 1989, Büste Heinrich Schliemann (Bronze), Waren (Müritz)[6]
- 1989, Wölfin (Bronze), Neubrandenburg (unter Denkmalschutz)
- 1996, Trojanisches Pferd (Holz), Ankershagen
- 1996, Löwenfigur (Bronze), Schwerin
- 2000, Spökenbrunnen (Bronze), Penzlin
- 2006, Fuchs (Bronze), Penzlin[7]
- 2009, Dreibeiniger Hase (Bronze), Penzlin[8]
- Tanzender Elefant, Anklam und Waren (Müritz)

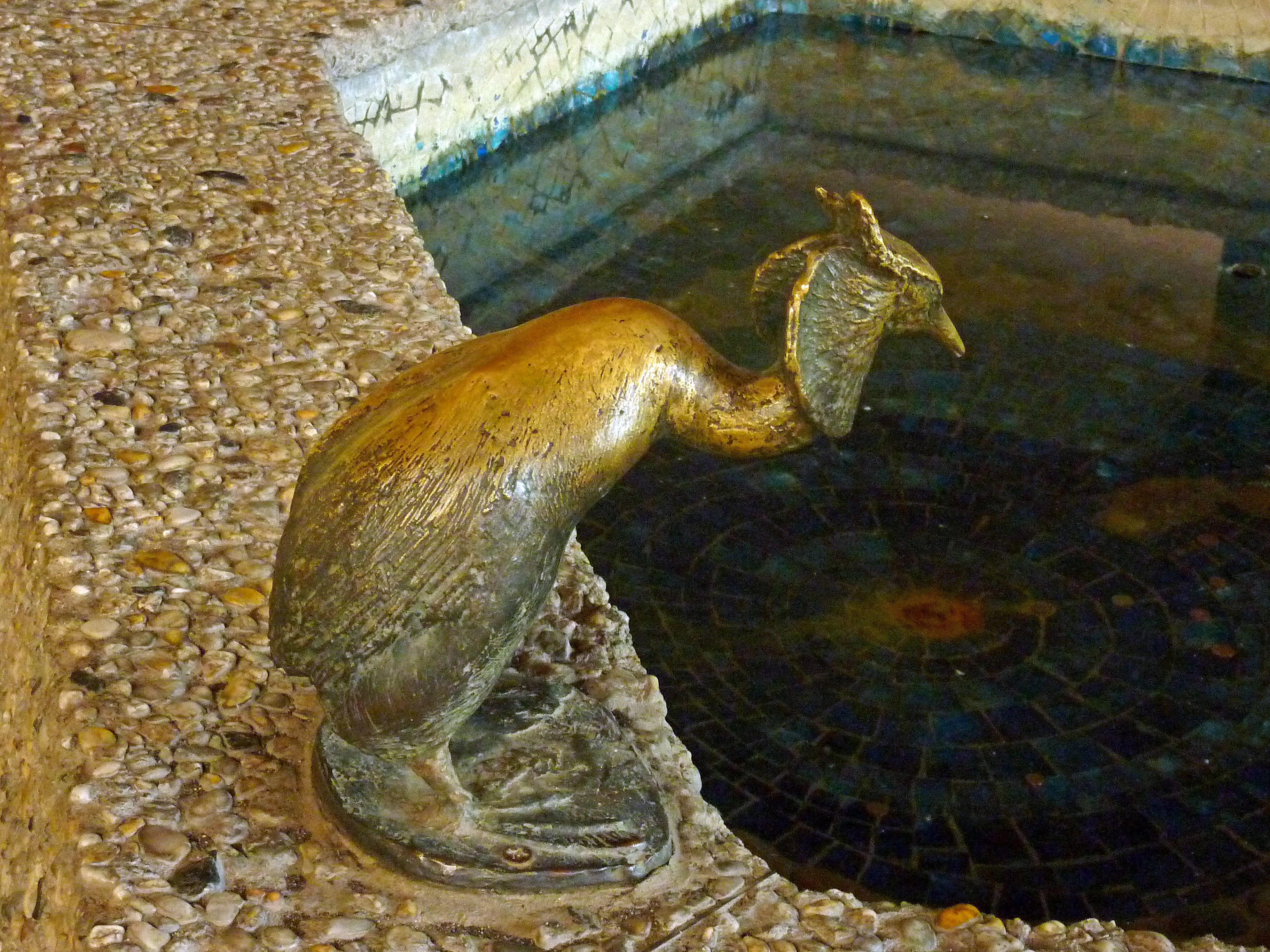
Haubentaucher (1965)
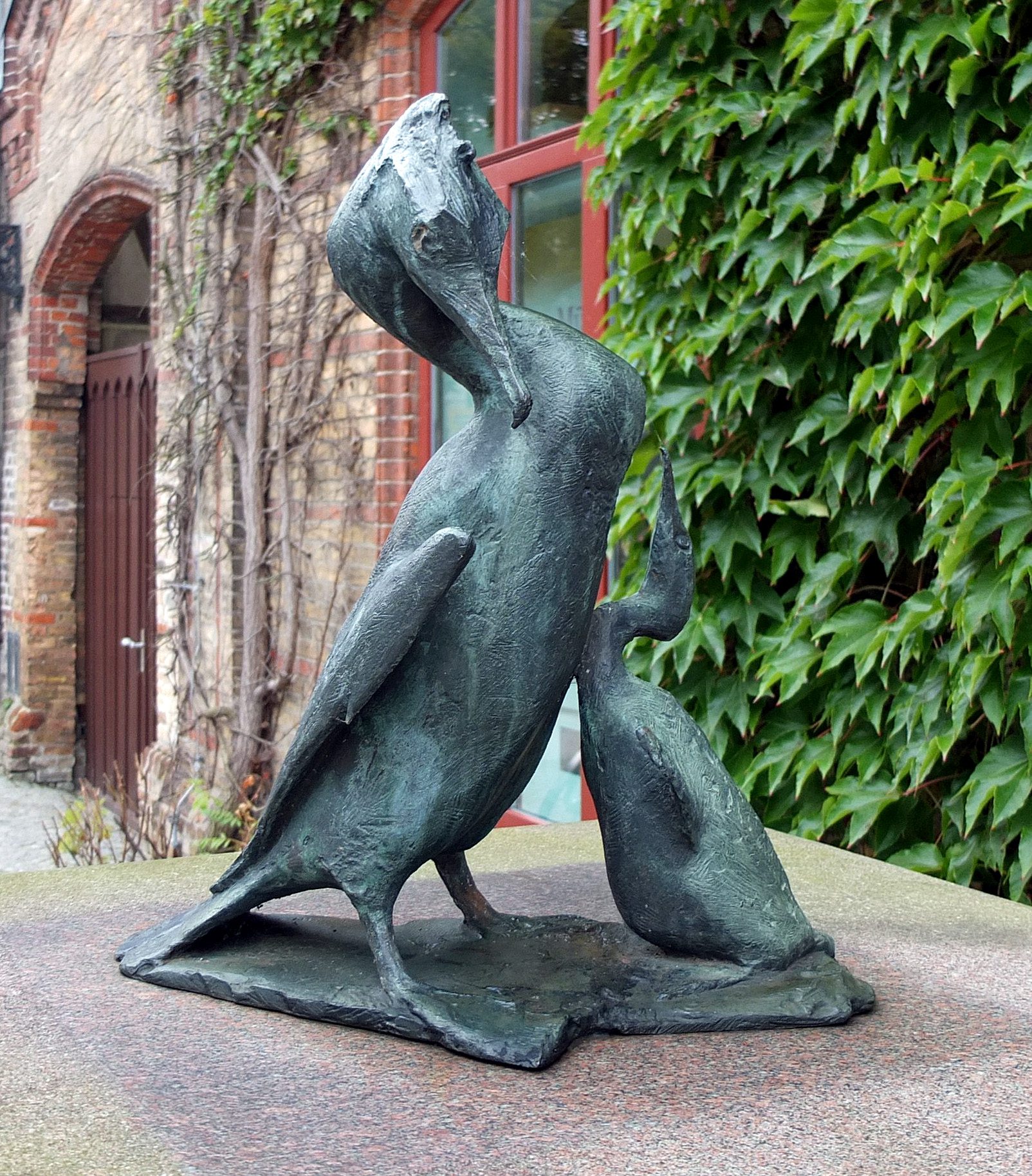
Kormorane (1968)
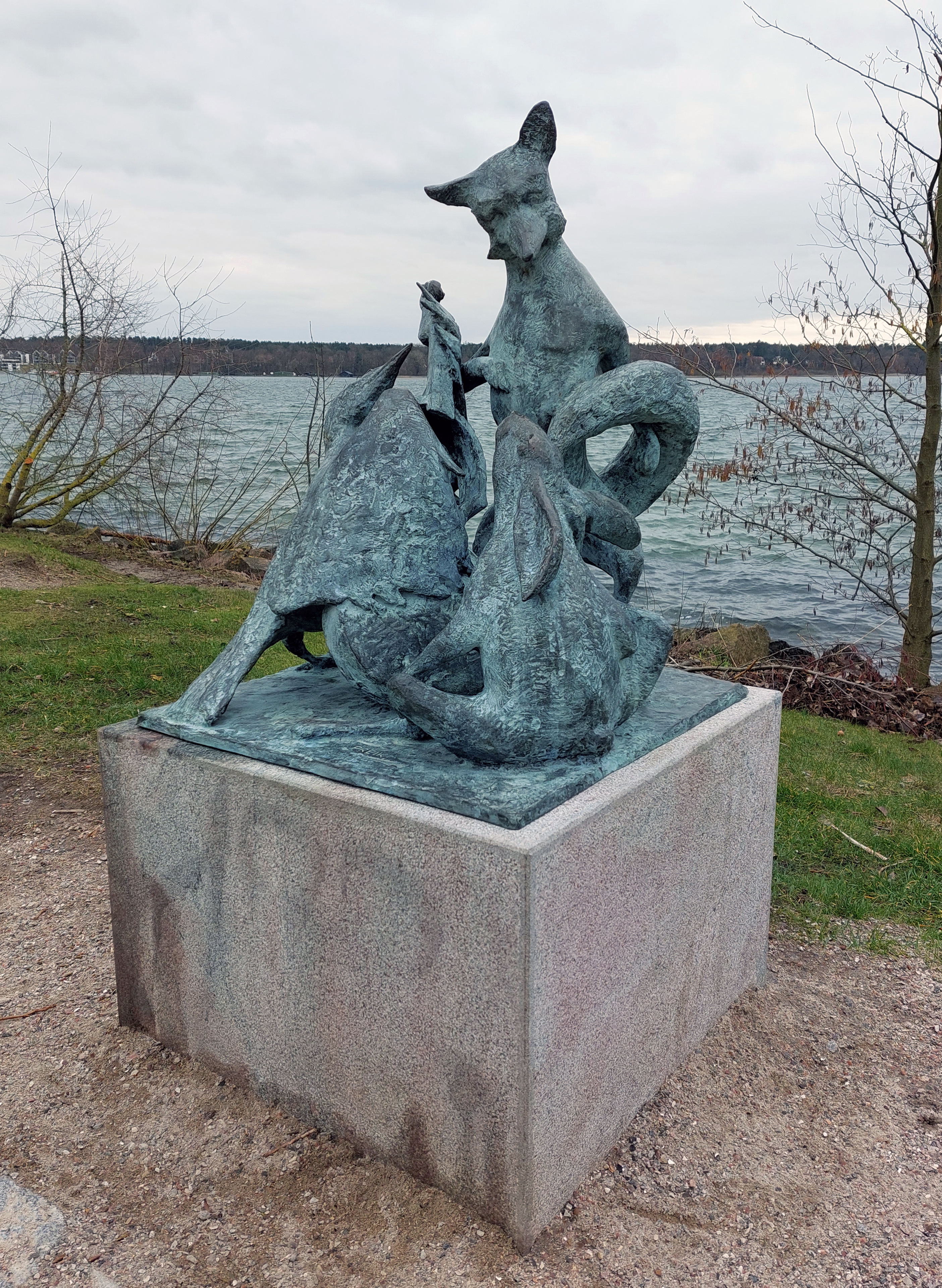
Lütt Matten, de Has (1974)
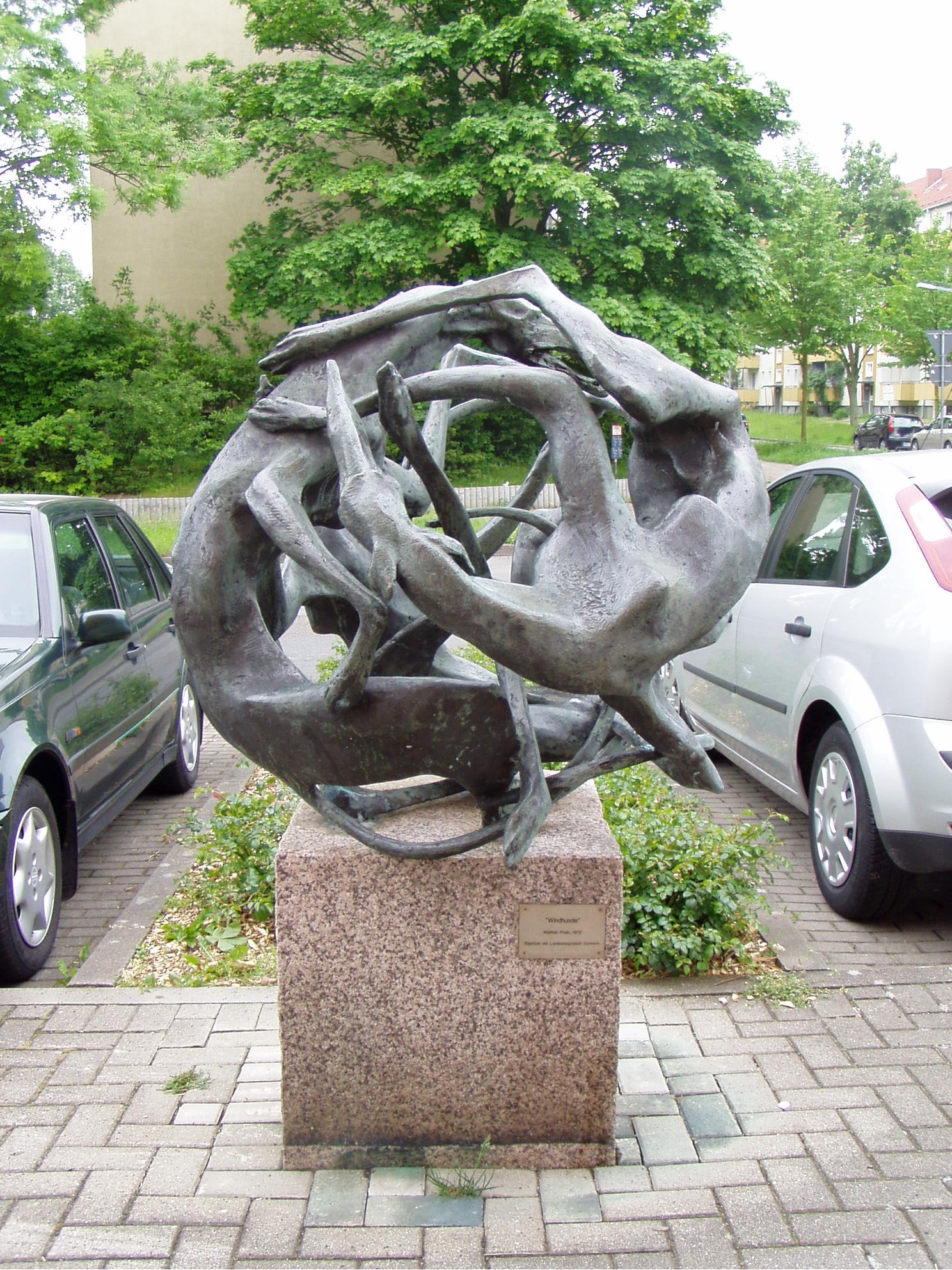
Windhunde (1975)
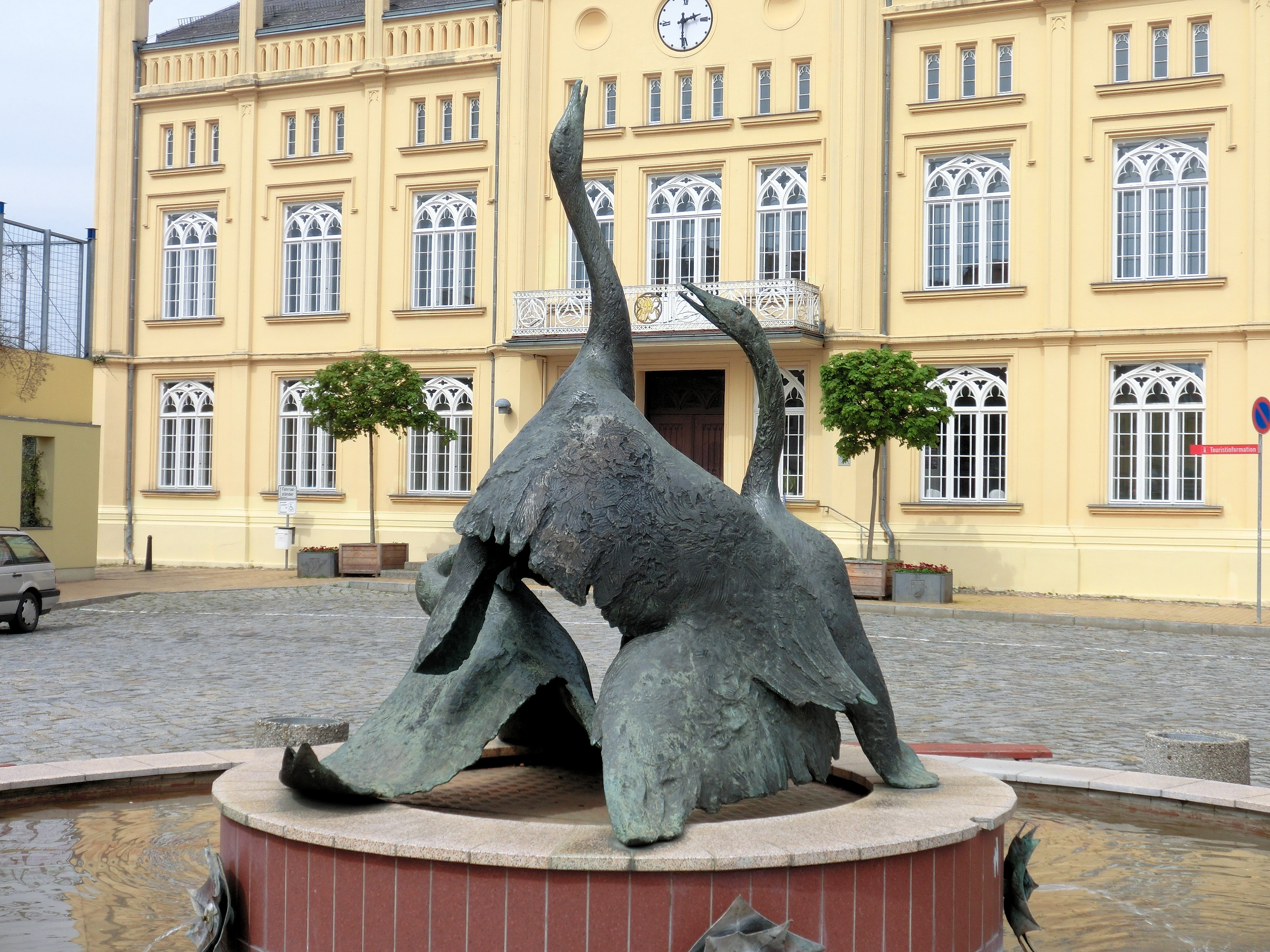
Gänsebrunnen (1981)
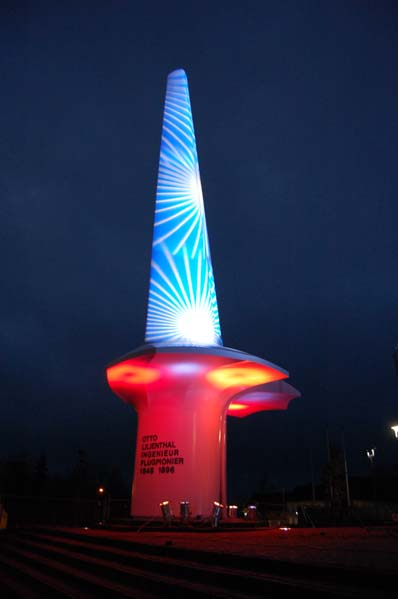
Lilienthal-Denkmal (1982)
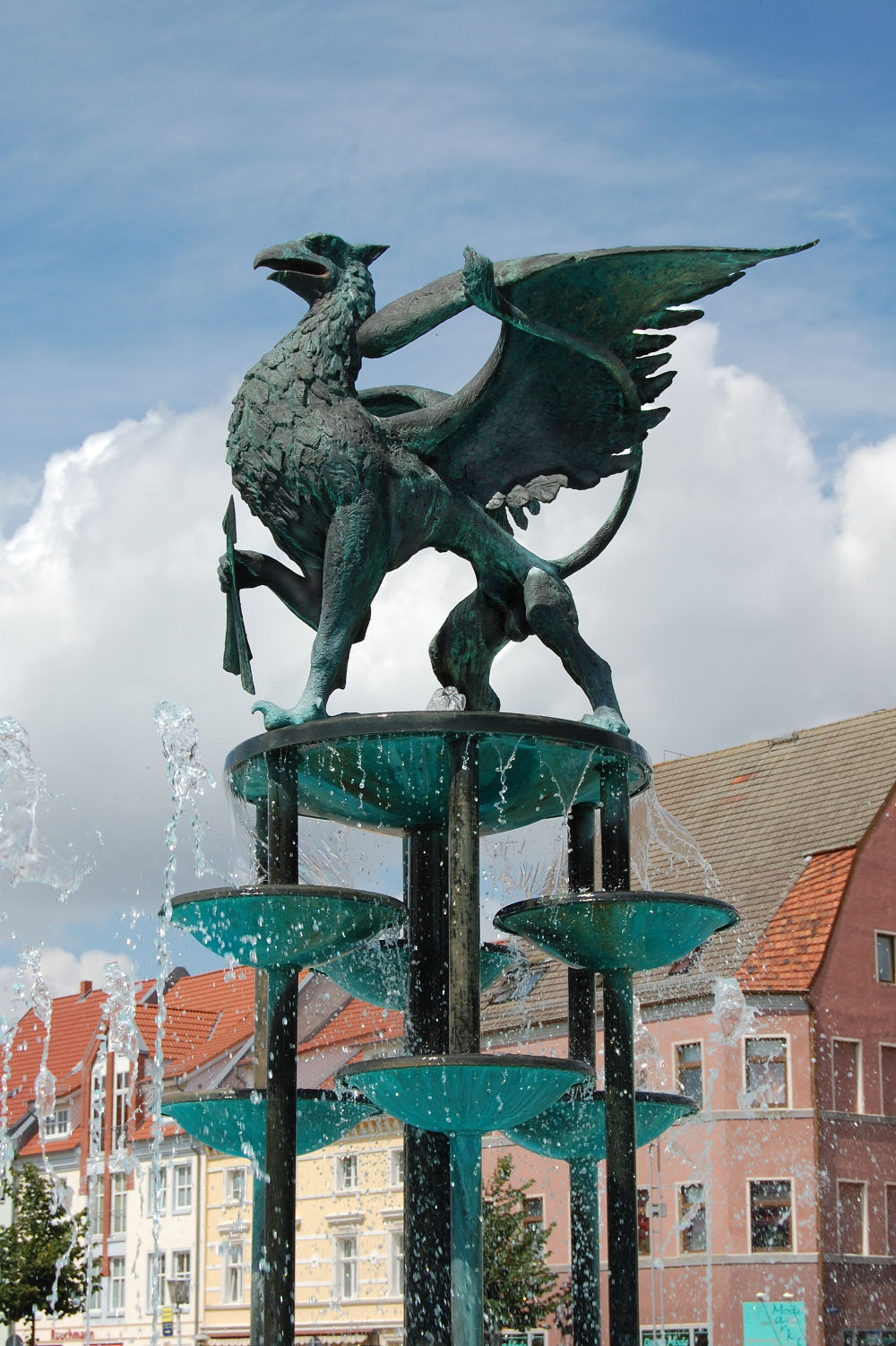
Greifenbrunnen (1988)
Eule (2018)
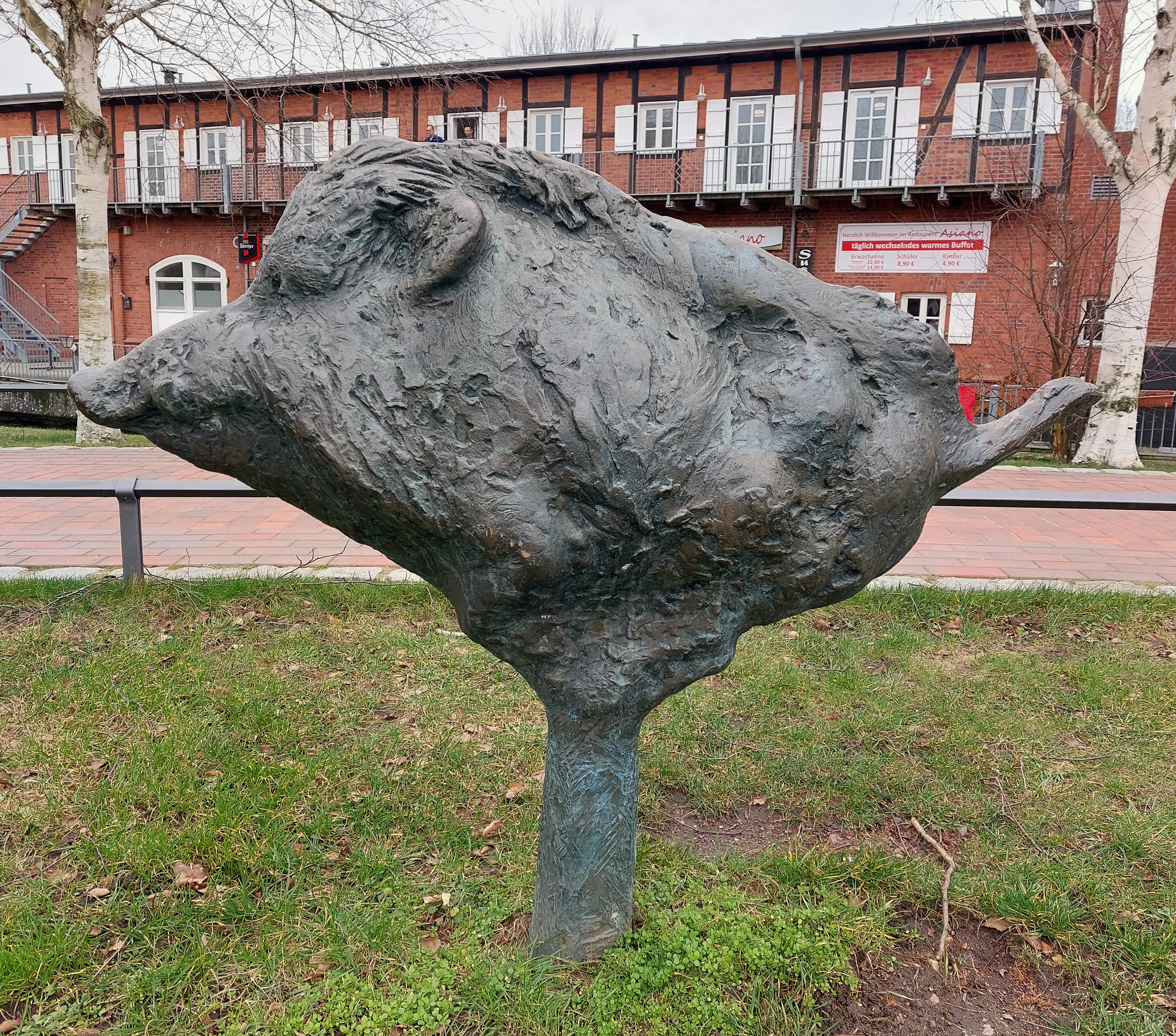
Wildschwein (rasende Sau)

## Ausstellungen (unvollständig)
- 1967/1968, 1972/1973, 1977/1978 und 1987/1988: Dresden, VI. Deutsche Kunstausstellung und VII., VIII. und X.Kunstausstellung der DDR
- 1972, 1974, 1979 und 1984: Neubrandenburg, Bezirkskunstausstellungen
- 1973: Berlin, Freiluftausstellung  „Plastik und Blumen“

## Belege
1. ↑  Gratulation an Walther Preik zum 80. Geburtstag. In: Warener Wochenblatt, 21. Jahrgang, Nr. 6 (17. März 2012), S. 1–2.
2. ↑  Vergabe des Richard-Wossidlo-Kulturpreis. In: Warener Wochenblatt, 22. Jahrgang, Nr. 2 (26. Januar 2013), S. 3.
3. ↑  Kunst im öffentlichen Raum - Skulpturen. Abgerufen am 14. November 2023.
4. ↑  Trauernde Mutter. Abgerufen am 14. November 2023.
5. ↑  https://www.bildindex.de/document/obj20281765?part=0&medium=fmb19366_22
6. ↑  Virtuelles Landesmuseum Mecklenburg: Walter Preik: Heinrich Schliemann
7. ↑  Virtuelles Landesmuseum Mecklenburg: Walther Preik (geb. 1932), Fuchs
8. ↑  Virtuelles Landesmuseum Mecklenburg: Walther Preik (geb. 1932), Dreibeiniger Hase

| Personendaten    | Personendaten       |
| ---------------- | ------------------- |
| NAME             | Preik, Walther      |
| KURZBESCHREIBUNG | deutscher Bildhauer |
| GEBURTSDATUM     | 5. März 1932        |
| GEBURTSORT       | Massow              |
| STERBEDATUM      | 11. Mai 2018        |
| STERBEORT        | Waren an der Müritz |